# Софія Нідерландська
Софія Нідерландська (нід. Sophie der Nederlanden, Sophie van Oranje-Nassau), повне ім'я Вільгельміна Марія Софія Луїза Нідерландська (нід. Wilhelmine Marie Sophie Louise der Nederlanden), ( 8 квітня 1824 — 23 березня 1897) — нідерландська принцеса з дому Оранж-Нассау, донька короля Нідерландів Віллема II та російської великої княжни Анни Павлівни, дружина великого герцога Саксен-Веймар-Айзенаху Карла Александра. Регентка Саксен-Веймар-Айзенаху під час Франко-прусської війни 1870—1871 років.

## Біографія
Софія народилася 8 квітня 1824 року в палаці Ланге Ворхаут у Гаазі. Вона була п'ятою дитиною та єдиною донькою в родині кронпринца Нідерландів Віллема та його дружини Анни Павлівни. Своє ім'я новонароджена отримала на честь бабусі Вільгельміни Прусської, бабусі Марії Федорівни, уродженої Софії Доротеї Вюртемберзької та тітки Луїзи Нідерландської. Дівчинка мала старших братів Віллема, Александра та Генріка. Ще один брат помер немовлям до її народження. Нідерландами в цей час правив їхній дід Віллем I.

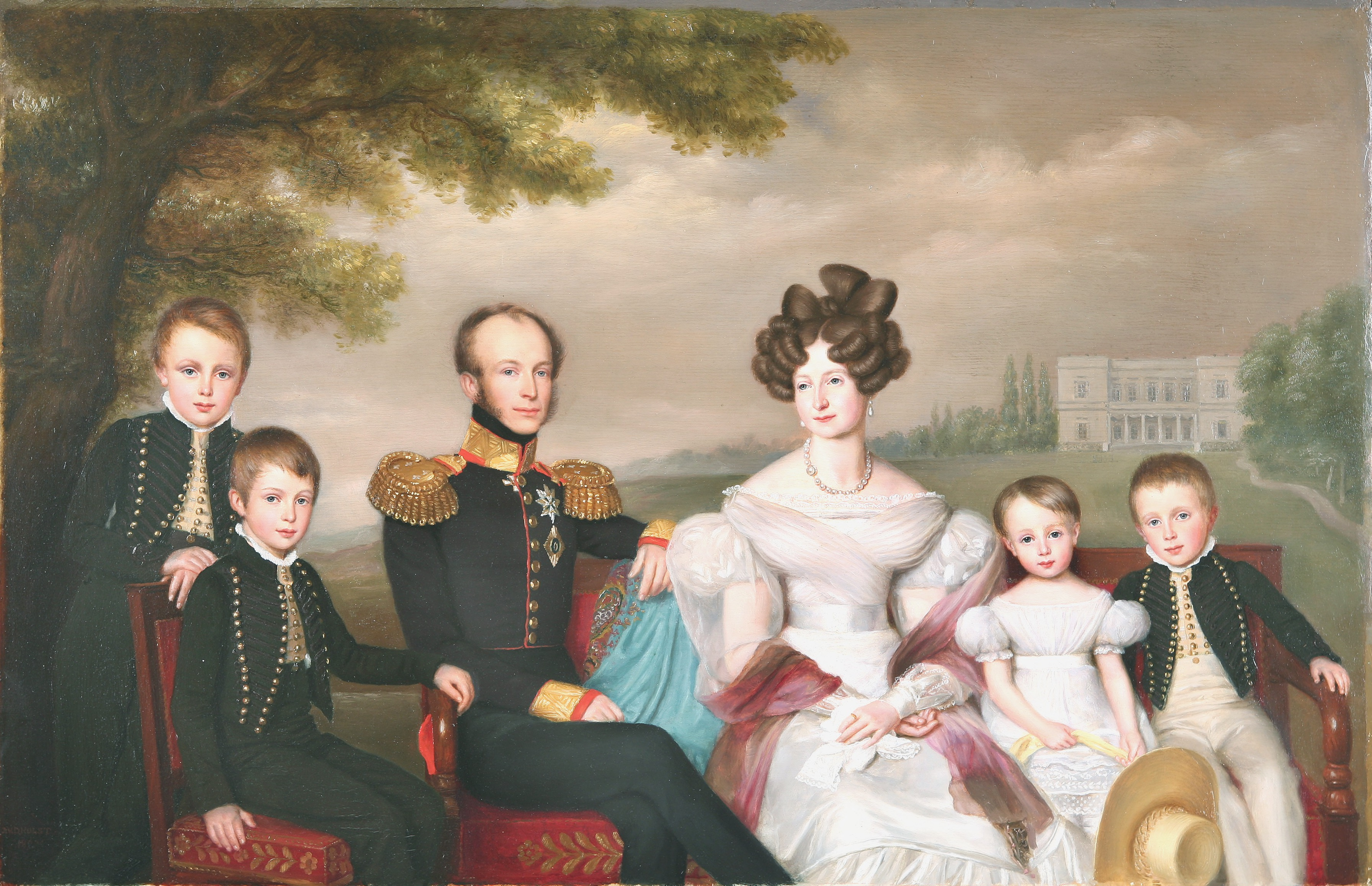
Софія (друга справа) у колі родини, портрет Яна Баптіста ван дер Хальста, 1832

Восени 1824 її батьки вирушили до Росії, де пробули майже рік. Зиму Софія проводила у Гаазі, літньою резиденцією родини був палац Сустдейк, де дівчинка мала власні молочні ферми. Також бувала у Гет-Лоо, Брюсселі та Тервюрені. Дитиною багато часу проводила на свіжому повітрі, після чого батьки вирішили потурбуватися про розвиток її інтелектуальних талантів та винайняли новою гувернанткою баронесу Райнвайк. Принцеса брала уроки голландської, французької, німецької, італійської та англійської мов, а також математики, історії та музики. До її навчального курсу входили філософія, політика та сільське господарство. На її фермах дружина фермера навчала Софію доїнню корів, ткацької справи та виготовленню сиру. Отримані знання Софія згодом застосовувала у керуванні своїми маєтками в Силезії. Релігійним вихованням займався батько, намагаючись дати його вільним від догм. Принцеса полюбляла читати твори Паскаля та Френсіса Бекона.
Після Бельгійської революції 1830 року Нідерланди втратили низку своїх територій та нерухомість на бельгійських землях, у тому числі новозбудований Палац Академій у Брюсселі. 1840 року Віллем I зрікся престолу, і батько Софії став королем Нідерландів.
У 1834 році Софія із матір'ю були присутніми у Веймарі на святкуванні 16-річчя спадкоємного принца Карла Александра. Його матір була рідною сестрою Анни Павлівни і великою герцогинею-консортом Саксен-Веймар-Ейзенаху. Наприкінці 1830-х років Софія важко хворіла і разом з матір'ю відвідувала Веймар для лікування. 1841 року Карл Александр прибув до Нідерландів просити її руки. Про заручини було оголошено 20 січня 1842.
У віці 18 років Софія взяла шлюб із 24-річним спадкоємним принцом Саксен-Веймар-Айзенаху Карлом Александром. Весілля відбулося 8 жовтня 1842 у палаці Кнеутердейк у Гаазі. 19 жовтня Софія вирушила на нову батьківщину. Шлях пари лежав через Айзенах і Вартбург до Веймару.
Шлюб виявився щасливим. У подружжя народилося четверо дітей. Перші роки шлюбу подружжя взимку проводило у Веймарському палаці, а літо — у замку Еттерсбург, запрошуючи до себе видатних представників мистецтва, літератури та науки. Також пара вирушала у тривалі подорожі до Англії, Росії та Італії.
У липні 1853 після смерті батька, її чоловік став великим герцогом Саксен-Веймар-Айзенаху. Двір у Веймарі був ліберальним, а також відомим культурним осередком. Правляча пара, між іншим товаришувала із Гансом Крістіаном Андерсеном та Ріхардом Вагнером. Покровительствувала розвитку музики та живопису. У палаці в Веймарі відбувалися щотижневі зустрічі із вченими та художниками.
Софія багато займалася благодійністю, засновуючи школи, лікарні, сестринства, реабілітаційні клініки. Фінансово підтримувала у найбідніших районах країни школи, церкви та муніципалітети. 1859 року взяла на себе управління «Патріотичним інститутом жіночих асоціацій».
Софія продовжувала слідкувати за станом справ у Нідерландах та підтримувати зв'язки із родичами. У 1849 помер її батько, і королем став брат Віллем. Софія була вірною порадницею його дружини Емми та доньки Вільгельміни, кожного року навідуючи в Нідерландах.
Часи правління Карла Александра та Софії у Веймарі називають «Срібним століттям».
У березні 1897 Софія застудилася і 23 березня раптово померла о 20 вечора від серцевої недостатності. Її поховали 29 березня у князівській усипальниці Веймару.

## Родина
Чоловік — Карл Александр
Дітиː
- Карл Август (1844—1894) — спадкоємний принц Саксен-Веймар-Айзенаху, був одруженим із Пауліною Саксен-Веймар-Айзенахською, мав двох синів;
- Марія Александріна (1849—1922) — дружина принца Генріха VII Ройсс, мала п'ятеро дітей;
- Софія (1851—1859) — померла від вушної інфекції у 8 років;
- Єлизавета Сибілла (1854—1908) — дружина герцога Йоганна Альбрехта Мекленбург-Шверинського, дітей не мала.

## Нагороди
- Орден Святої Катерини 1 ступеня (Російська імперія);
- Орден Луїзи (Королівство Пруссія).